# Zug (by)
 For alternative betydninger, se Zug. (Se også artikler, som begynder med Zug)
Zug er hovedbyen i den schweiziske kanton af samme navn. Byen har 31.469(2022) indbyggere.